# Grabów (hromada Serechowicze)
Grabów (ukr. Грабове) – wieś na Ukrainie w rejonie kowelskim, obwodu wołyńskiego. Liczy 381 mieszkańców.
Do 2020 w rejonie starowyżewskim.